# Warisy
Warisy est un village de la commune belge de Rendeux située en Région wallonne dans la province de Luxembourg.
Avant la fusion des communes de 1977, Warisy faisait partie de la commune de Hodister.

## Situation
Ce village ardennais se situe à une altitude de 300 m sur le versant nord d'un petit vallon descendant vers la vallée de l'Ourthe. Il avoisine les villages de Jupille implanté à environ 1 km au bord de l'Ourthe et de Hodister se trouvant plus haut sur le plateau. La Roche-en-Ardenne est distant d'environ 7 km.

## Description
Dans un environnement de prairies, Warisy étire ses habitations principalement le long de la rue principale (rue du Monument). Au milieu du village, se trouve l'église Saint Joseph construite entre 1874 et 1878.

## Activités et tourisme
Village propice à la villégiature, Warisy possède de nombreux gîtes ruraux.